# Пежини (Свентокшиське воєводство)
Пежини (пол. Perzyny) — село в Польщі, у гміні Москожев Влощовського повіту Свентокшиського воєводства.
У 1975-1998 роках село належало до Ченстоховського воєводства.